# 이규완 (1947년)
이규완(李揆琓, 1947년 ~ )은 대한민국의 산부인과 의사이자 의학자, 대학 교수이다. 1971년 고려대학교 병원 인턴의가 되고 1976년 레지던트를 마친 뒤 고려대학교 의과대학 산부인과 교수와 고려대학교 의대 안산병원, 고대 안암병원 등에서 근무하였다. 고려대학교 병원 진료부원장, 고대 안암병원 산부인과 교수를 역임했다. 우석대학교병원장과 고려대학교 의과대학장을 역임한 이수종(李壽鐘)의 아들이다.

## 약력
- 1947년 산부인과 의사, 대학교수인 이수종(李壽鐘)과 그의 부인 이덕경(李德敬)의 아들로 태어나다. 동생 이규성(李揆成)도 의사로, 정형외과의사였으며, 분당차병원에서 근무하였다. 아버지 이수종은 고려대학교 의대 교수와 의과대학장, 명예교수, 산부인과학회장, 의학교육협회장 등을 역임했다.[1]
- 1971년 고려대학교 의과대학 졸업
- 1971년 ~ 1972년 고려대학교 대학원에 재학하면서 고려대학교 의과대학 부속병원 인턴의를 겸하다.
- 1972년 ~ 1976년 고려대학교 의료원 산부인과 레지던트
- 1974년 고려대학교 대학원 졸업(의학석사), 박사과정으로 진학
- 고려대학교 의과대학 산부인과 조교수
- 1976년 고려대학교 의과대학 부속병원 산부인과 레지던트 수료, 산부인과 전문의 취득
- 고려대학교 의과대학 부속병원 산부인과 전임의
- 1979년 고려대학교 대학원 박사과정 졸업
- 1976년 ~ 1977년 고려대학교 의료원 산부인과 Fellow
- 1977년 ~ 1984년 국립의료원 산부인과 부과장 겸 특진의
- 1982년 5월 ~ 1982년 10월 일본 국립 오사카 대학 산부인과 연수
- 1984년 고려대학교 의과대학 의학과 산부인과학교실 조교수
- 1984년 고려대학교 의과대학 의학과 산부인과학교실 부교수
- 고려대학교 의과대학 의학과 산부인과학교실 정교수
- 1988년 ~ 1989년 미국 텍사스 대학 교환교수
- 1988년 ~ 1989년 미국 텍사스 대학 엠디엔더슨암연구소 교환교수
- 1985년 ~ 1986년 고려대 의대의 구병참(丘秉參), 나중렬(羅重烈), 김선행(金善行) 교수 등과 공동으로 연구, "냉동 정액에 의한 시험관 아기" 시술에 의한 임신에 성공[2]
- 1989년 ~ 1990년 고려대학교 의과대학 안산병원 산부인과 과장 겸 진료부장
- 1990년 ~ 1992년 고려대학교 의과대학 의학과 학과장
- 1991년 ~ 1993년 겸임 한국의과대학학장협의회 간사
- 1992년 부인종양학, 콜포스코피학회 심사위원
- 1993년 ~ 1996년 겸임 고려대학교의료원 안암병원 수련위원회 위원장
- 1995년~ 고려대학교 안암병원 산부인과 교수
- 1996년 5월 18일 고려대 의료원 교육연구수련부 수련부장[3][4]
- 1996년 5월 18일 겸임 고려대학교 안암병원 교육수련위원장
- 1996년 10월 25일[5][6] ~ 1999년 고려대학교 안암병원 진료부원장
- 1996년 11월 14일 고려대 안암병원 산부인과 과장[7]
- 1997년 산부인과내시경학회 이사
- 고려대학교 의료원 기획조정실장
- 1998년 대한비뇨·부인과학회 이사
- 1998년 대한비뇨·부인과학회 학술위원
- 1998년 8월 ~ 1998년 9월 고려대학교 무료의료 봉사팀 단장
- 1998년 8월 7일[8] ~ 1998년 8월 11일 경기도 동두천시 생연2동 사동초등학교에서 수해민 의료지원 활동[8]
- 1998년 8월 13일 ~ 1998년 8월 14일 서울 성북구 남대문중학교와 석관고등학교에서 무료 의료 봉사활동
- 1999년 고려대 의대 부인암치료팀 교수[9]
- 2000년 8월 2002년 제9차 국제부인암학회 조직위원회 홍보전시위원회 위원장
- 2003년 11월 ~ 대한의학레이저학회 이사장[10]
- 2004년 4월 한양대 한양종합기술연구원 6층 대회의실에서 개원의 및 전공의를 대상으로 '제11회 산부인과학 특별 연수강좌'의 강사로 참여, 그는 산부인과 소수술 부문을 강의하였다.[11]
- 2004년 12월 6일 ~ 제7대 대한산부인과내시경학회 회장[10]
- 2005년 8월 대한민국 국내 자궁암 분야의 명의의 한 사람으로 추천되다.[12]
- 2006년 고려대학교 안암병원 호스피스회 회장[13]
- 2007년 11월 자궁경부암 환우회 창립, 발족에 참여[14]
- 2011년 ~ 2012년 대한심신산부인과학회 회장
- 2012년 2월 28일 고려대학교 의과대학 교수 정년 퇴임[15]
- 2012년 우리들병원 명예 원장

## 저서
- 《노화방지의학》(군자출판사, 2011)
- 《부인종양학》(칼빈서적, 1996) (공저)
- 《부인과학》(칼빈서적, 1997) (공저)

## 가족 관계
- 아버지 : 이수종(李壽鐘, 1917년 ~ 1996년 9월 4일), 산부인과의사, 대학교수
- 어머니 : 이덕경(李德敬, 1922년 ~ )
  - 동생 : 이규성(李揆成, 1949년 ~ ), 의사·분당차병원 정형외과 과장 역임[16]
  - 여동생 : ?
- 부인 : 조성은

- 장인 : 조병순(1912년 ~ 2013년 9월 5일, 성암고서박물관장 역임[17])
  - 처남 : 조동기, 기업인, 주식회사 태성개발 대표
  - 처남 : 조영기, 성암고서박물관 상임이사
  - 처남 : 조왕기, 내과의사, 조왕기내과 원장
  - 처남댁 : 최은규, 서울대학교 교수

## 학위
- 1966년 고려대학교 의과대학 의학 학사
- 1972년 고려대학교 대학원 의학 석사
- 1979년 고려대학교 대학원 의학 박사

## 같이 보기
- 이수종
- 고려대학교
- 고려대학교 안암병원
- 고려대학교 의료원
- 우리들병원